# Tarō Urashima

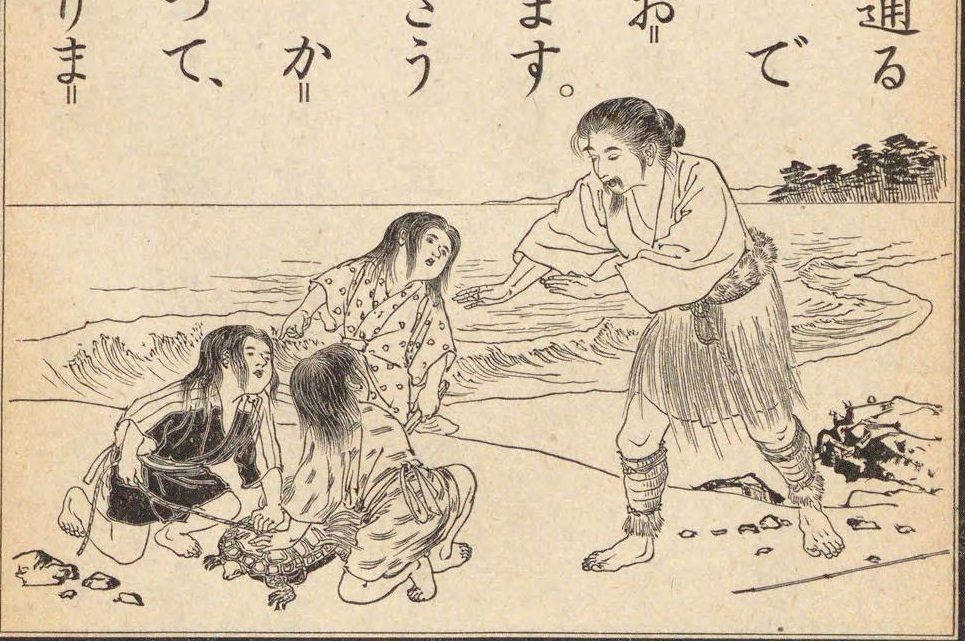
Tarō Urashima ratuje żółwia przed znęcającymi się nad nim dziećmi – rycina z książki Jinjō shōgaku kokugo tokuhon z 1928 r.

Historia Tarō Urashimy (jap. 浦島 太郎 Urashima Tarō) – japońska legenda o młodym rybaku, który ocalił żółwia, za co został nagrodzony wizytą w pałacu władcy mórz (Ryūgū-jō), znajdującym się na dnie oceanu. Jak w przypadku innych bajek i legend, istnieje kilka wersji tej opowieści.

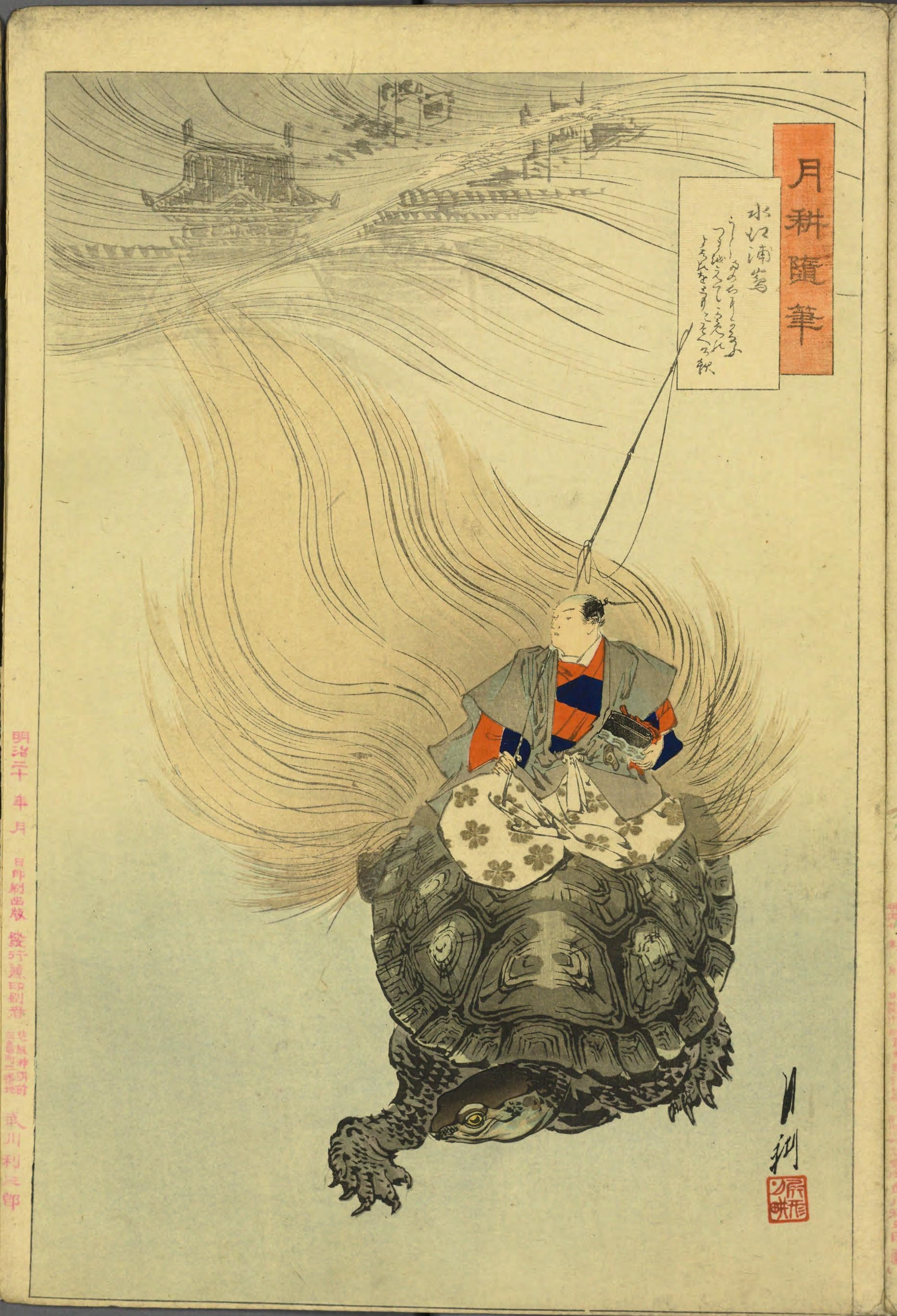
Gekkō Ogata (1859–1920), Urashima udaje się na żółwiu z/do Ryūgū, 1887 (Urashima jest w stroju z okresu Edo, ale obraz odnosi się do opowieści z VIII w. zawartej w fudoki prowincji Tango (ob. część prefektury Kioto)

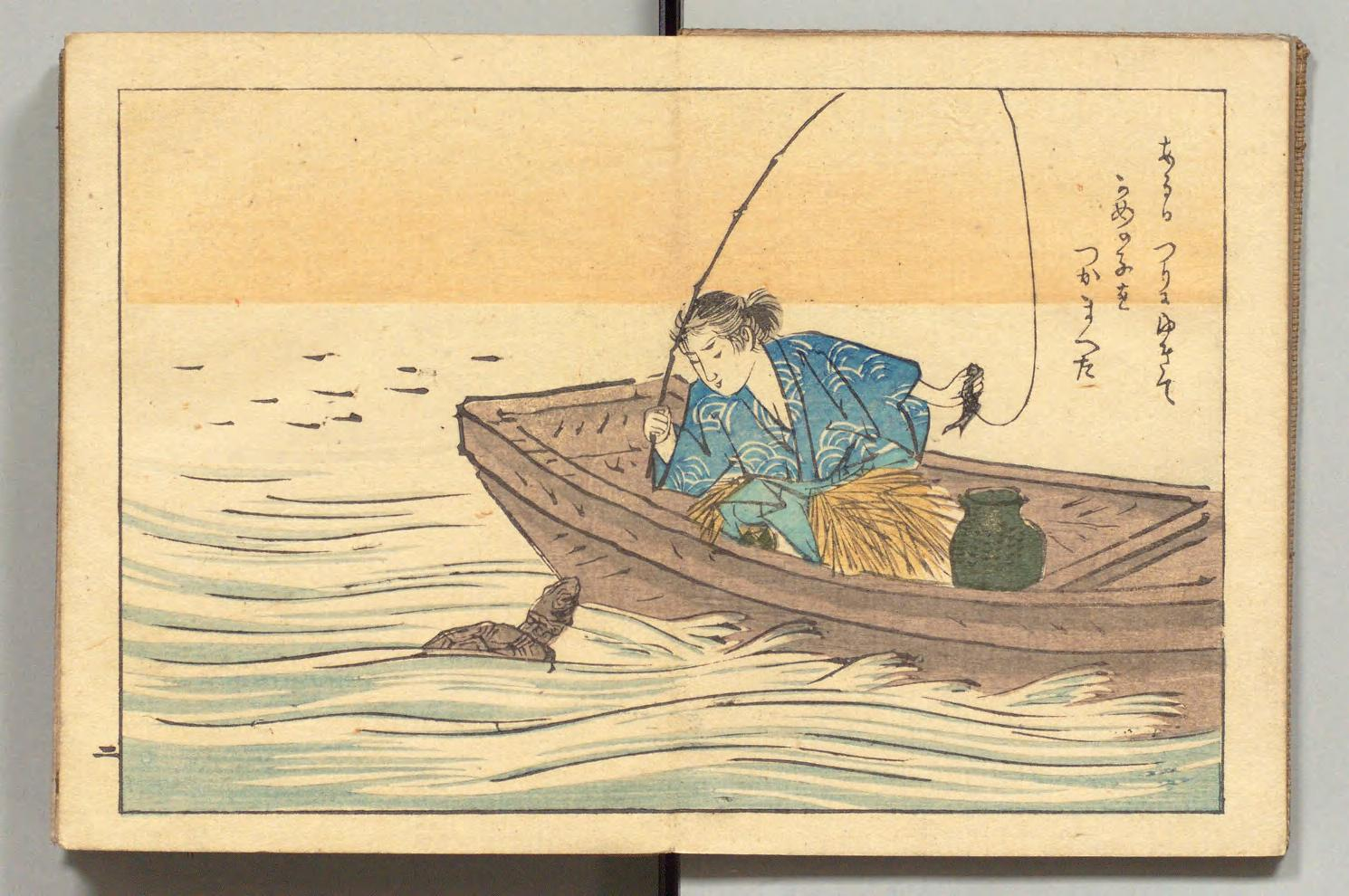
Tōkō Matsuki (1836–1891), Urashima łowi żółwia

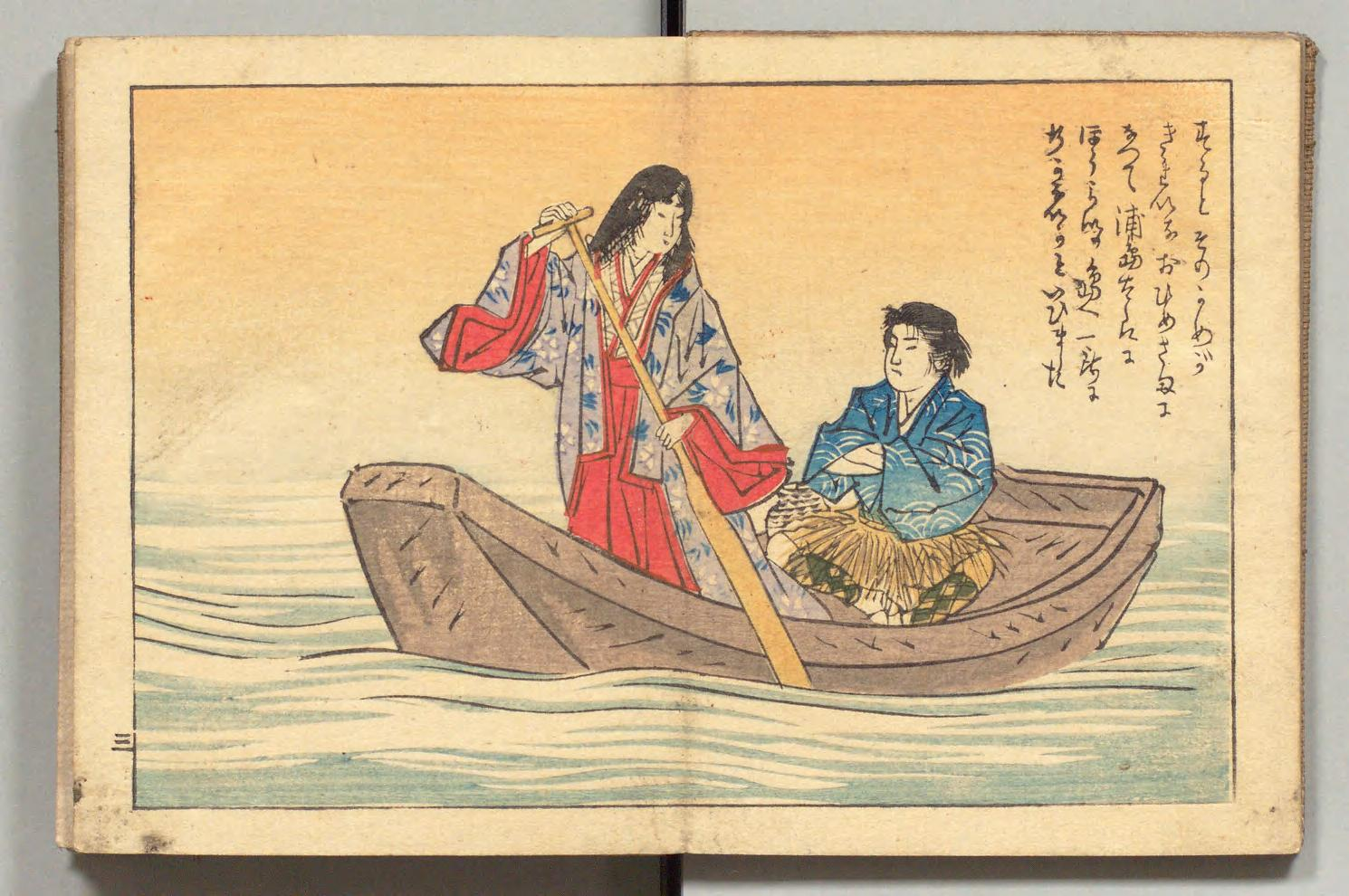
Tōkō Matsuki, Urashima i Oto-hime w łodzi (w jednej z wersji księżniczka przypłynęła po niego łodzią)

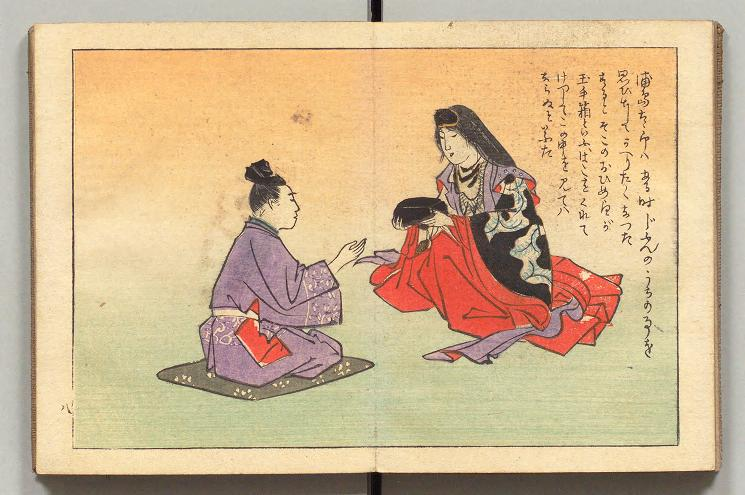
Tōkō Matsuki, Oto-hime wręcza Urashimie tama-tebako

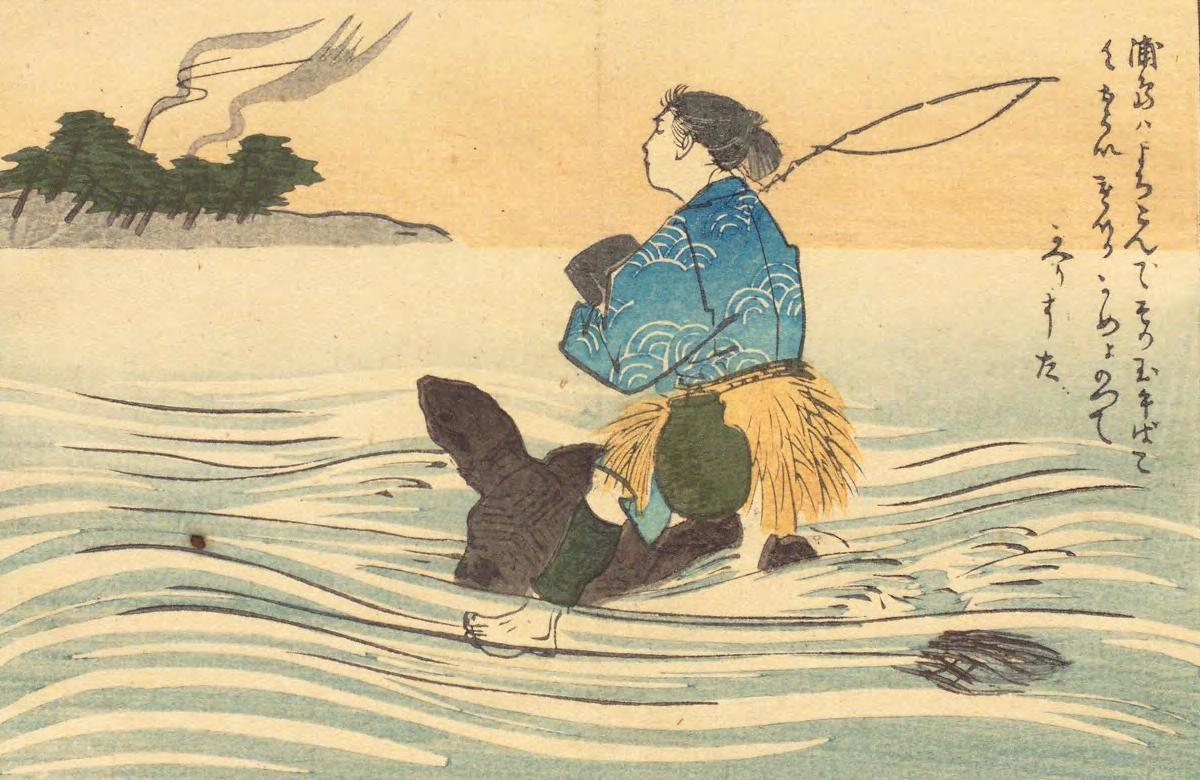
Tōkō Matsuki, Powrót do rodzinnej wioski

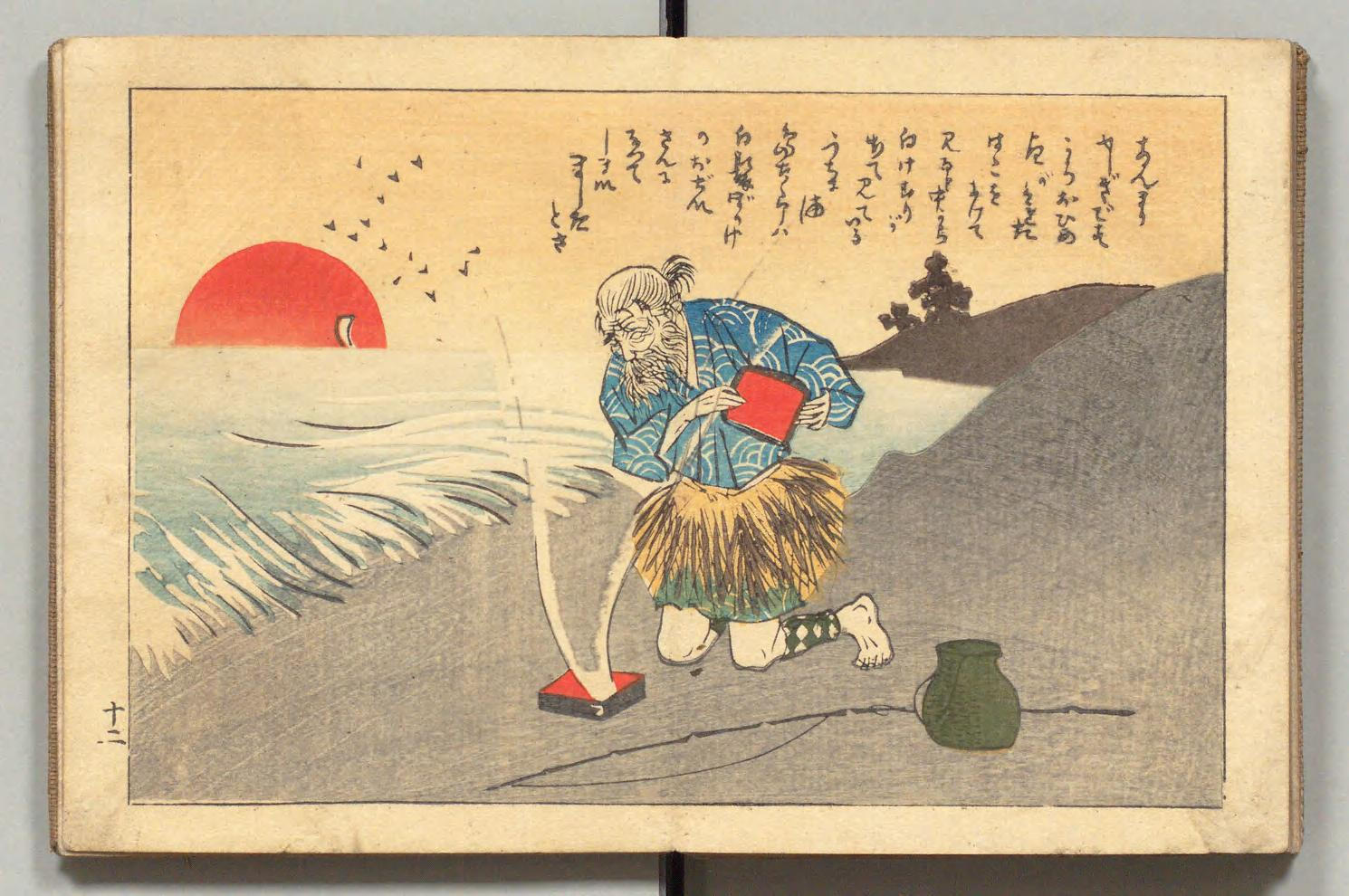
Tōkō Matsuki, Urashima otwiera szkatułkę i zamienia się w starca

## Historia[1][2]
Pewnego dnia młody rybak o imieniu Tarō łowił ryby, gdy zauważył małego żółwia, nad którym znęcały się dzieci. Tarō ocalił go i pozwolił mu wrócić do morza (w innej wersji wypuścił złowionego w czasie połowu żółwia). Następnego dnia zjawił się przed nim wielki żółw (był spowity w morskie algi i mógł mieć tysiąc lat) i wyjaśnił, że żółwiem, którego wcześniej uratował, jest Oto-hime, córka cesarza morza, który pragnie się z nim spotkać, aby mu podziękować. Magicznym sposobem żółw podarował mu skrzela i zaprowadził na dno morza, do wspaniałego, smoczego pałacu. Tam młody rybak spotkał cesarza oraz małego żółwia, który okazał się być uroczą księżniczką.
Tarō spędził z nią kilka dni (lub trzy lata), słuchając muzyki i oglądając tańce, ale wkrótce zapragnął wrócić do swojej wioski i ujrzeć swoją starą matkę. Poprosił więc o pozwolenie na powrót. Księżniczce było przykro z powodu jego odejścia, jednak życzyła mu szczęścia i podarowała cenną szkatułkę wysadzaną koralami (jap. tama-tebako). Jednak bez względu na powód nie wolno mu było jej otwierać. Tarō wziął pudełko, wdrapał się na plecy tego samego żółwia, który go wcześniej przyprowadził do podwodnego pałacu i wkrótce dotarł do domu.
Ku wielkiemu zaskoczeniu Urashimy wszystko się zmieniło. Jego dom zniknął, jak i jego matka oraz ludzie, których znał. Spytał miejscowych, czy ktoś z nich słyszał o Tarō Urashimie. Odpowiedzieli, iż słyszeli o kimś, kto miał takie imię, oraz że ta osoba zaginęła na morzu przed wielu, wielu laty. Wkrótce odkrył, że od czasu jego wyprawy na dno morza minęło 300 lat. Pogrążony w żalu Urashima nieświadomie otworzył pudełko, które otrzymał od księżniczki. Z pojemnika wyleciał biały dym i młody rybak nagle się postarzał i zgarbił. Urosła mu długa, biała broda. Po tym wydarzeniu z morza wydobył się smutny, słodki głos księżniczki: "Mówiłam ci, byś nigdy nie otwierał tego pudełka. W nim znajdowała się twoja starość ..." 
Istnieje też inne zakończenie. Oto-hime wręczyła swojemu gościowi na pożegnanie skrzyneczkę, która miała trzy warstwy. Mógł ją jednak otworzyć w trudnej dla siebie sytuacji. Kiedy Urashima otworzył górną część wypadło z niej pióro żurawia, z drugiej ulotnił się obłok białego dymu, który przemienił go w starca, a w trzeciej było lustro, dzięki któremu zobaczył swoją nagłą starość. Żurawie pióro przyczepiło się do jego pleców i Urashima jako ptak wzleciał w powietrze, ponad grób swojej matki. Jednocześnie Oto-hime przemieniła się w żółwia i wyszła z morza do niego na brzeg. Oboje stali się bóstwami shintō o nazwie myōjin (bóstwa miłosierne, łaskawości).

## Wpływ na kulturę
Ta historia wpłynęła na wiele dzieł literackich i filmowych. Wśród nich znajdują się: Urusei Yatsura, Love Hina, YuYu Hakusho, Doraemon, Cowboy Bebop oraz RahXephon. Została też opowiedziana na nowo i użyta jako podstawy dla opowiadania Rybak z Morza Śródlądowego (Another Story or a Fisherman of the Inland Sea) autorstwa Ursuli K. Le Guin, opublikowanego w A Fisherman of the Inland Sea (w Polsce w Krokach w nieznane w 2012 roku). Tarō Urashima jest też bohaterem gry komputerowej Ōkami.
Najstarsza ze znanych japońskich adaptacji tej powieści miała swoją premierę w 1918 roku.

## „Skok czasowy” w innych kulturach
Japoński autor science-fiction, Aritsune Toyoda, tłumaczy historię Tarō Urashimy poprzez paradoks bliźniąt pochodzący z teorii względności Alberta Einsteina.
Historia Urashimy łączona jest z pojawieniem się na wybrzeżu Japonii w ówczesnej prowincji Hitachi (ob. prefektura Ibaraki) tajemniczego, okrągłego obiektu, który nazwano  utsuro-bune lub utsuro-fune („pusty statek, łódź”) w 1803 roku. Dziwnie ubrana, niskiego wzrostu młoda kobieta, która nim przypłynęła, posiadała przy sobie – podobnie jak Urashima – skrzyneczkę, której nie pozwalała nikomu dotknąć. Wydarzenie to jest niewyjaśnione do dziś i kojarzone także z UFO i USO (niezidentyfikowany obiekt podwodny)
Podobne historie istnieją również na Bliskim Wschodzie, pojawiając się w Księdze tysiąca i jednej nocy.
W Europie popularna jest irlandzka legenda, w której bard Oisín zostaje zabrany do Tír na nÓg.
Żegluga Brana również jest podobna do tej historii.
Z kolei w Anglii znana jest legenda o starożytnym królu brytyjskim, Herli, z De Nugis Curialium. Król Herla spędził w królestwie krasnoludów zaledwie trzy dni, jednak po powrocie odkrył, że w rzeczywistości minęło kilka wieków.
W opowiadaniu Washingtona Irvinga pt. Rip Van Winkle również jest wykorzystany podobny pomysł.
Niektórzy uważają tę opowieść za wczesne nawiązanie do Morza Demona, obszaru bardzo podobnego do Trójkąta Bermudzkiego.

## Inspiracje historią
W grze Onimusha historia Tarō Urashimy tłumaczy, iż podwodne królestwo było centrum badawczym Oni, przez których Tarō Urashima zostaje wysłany 300 lat w przyszłość, by nie zdradził położenia ich laboratorium.
W grze Ōkami Tarō Urashima pojawia się w Północnej Zatoce Ryoshima i pomaga graczowi w dostaniu się do pałacu smoka poprzez opowiedzenie historii o swojej podróży do niego. Tarō Urashima wciąż zachowuje swoją wieczną młodość, jednak gracz może mu przynieść prezent z pałacu, który sprawia, iż staje się równie stary jak jego żona, jednak nie martwy. Po tym można go znaleźć na plaży, gdzie szczęśliwie przesiaduje wraz ze swoją żoną.
W filmie Urusei Yatsura, Urusei Yatsura 2: Beautiful Dreamer, główny wątek jest oparty na historii Tarō Urashimy.
W Kamen Rider Den-O, Imagin Urataros wzorowany jest na legendzie, zawierając na przykład pojawienie się żółwia oraz stałe nawiązania do metafor związanych z rybołówstwem.
Jeden z bohaterów anime YuYu Hakusho, Ura Urashima jest lekko oparty na postaci Tarō Urashimy.
W Juken Sentai Gekiranger, na początku odcinka 23, Gou Fukami nawiązuje do tej legendy podczas błądzenia po lesie, wspominając: "Ciekawe czy tak właśnie czuł się Tarō Urashima?"
W anime Bokusatsu Tenshi Dokuro-chan Zansu-san organizuje scenkę, w której Sakura gra rolę Tarō Urashimy, Zakuro-chan jest księżniczką, zaś Dokuro-chan przebiera się w dziwaczny strój pingwina. Celem tej scenki było pozbycie się alergii Sakury, którą wywołały czekoladki otrzymane od Dokuro-Chan na Walentynki.
W anime Dragon Ball pojawiają się dwie postacie, dla których inspiracją była historia Tarō Urashimy, są to Żółwi Pustelnik oraz żółw Umigame.